# Karjali
Karjali fou una thikana o jagir de l'antic principat de Mewar formada per 22 pobles. La capital era Karjali a 88 km a l'est d'Udaipur.
Estava governada pel germà gran del maharana amb títol de maharaj i, per tant, pel clan sisòdia dels rajputs. Jagat Singh I (1628-1652) va concedir el jagir al seu fill Kunwar Karan Singh, però el territori va retornar a Mewar com a terra khalsa.
Sangran Singh II de Mewar (1710-1734) va cedir els jagirs de Bagor i Karjali, el primer al seu segon fill Nath Singh i el segon al tercer fill Bagh Singh. Després d'Anup Singh, el va succeir (1857) el seu nebot Surat Singh, fill del seu germà Dal Singh, que havia estat adoptat per la branca Shivrati; el fill de Surat, Gaj Singh, fou adoptat pel sobirà de Shivrati, i va assolir el poder en aquesta thikana amb el nom d'Himmat Singh. La thikana de Karjali fou concedida a Lakhsman Singh, germa del maharana, que ara era de la línia de Shivrati.

## Llista de maharajs
- Bagh Singh
- Bhairon Singh (fill)
- Daulat Singh (adoptat, procedent de la branca de Shivrati)
- Anup Singh ?-1857 (fill)
- Surat Singh 1857-després del 1894
- Lakhsman Singh (germà del maharana)
- Jagat Singh